# Kanton Marseille-La Belle-de-Mai
Der Kanton Marseille-La Belle-de-Mai war bis 2015 ein französischer Wahlkreis im Arrondissement Marseille, im Département Bouches-du-Rhône und in der Region Provence-Alpes-Côte d’Azur. Die landesweiten Änderungen in der Zusammensetzung der Kantone brachten im März 2015 seine Auflösung.
Er umfasste einen Teil des 3. Arrondissements von Marseille mit den Stadtteilen:

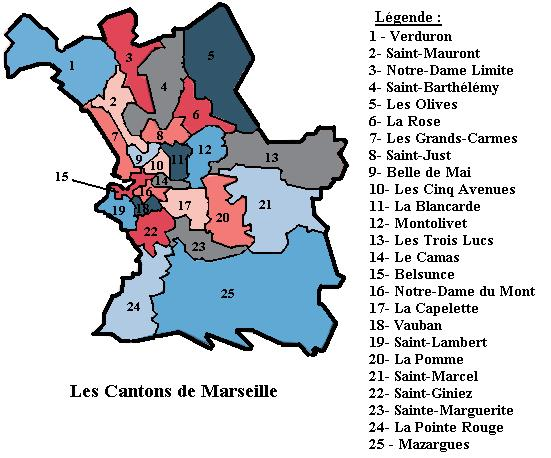
Die Kantonsaufteilung von Marseille bis zum Jahr 2015

- Belle de Mai
- Panier
- Saint-Lazare
- La Vilette